# St. Valentin (Thonstetten)

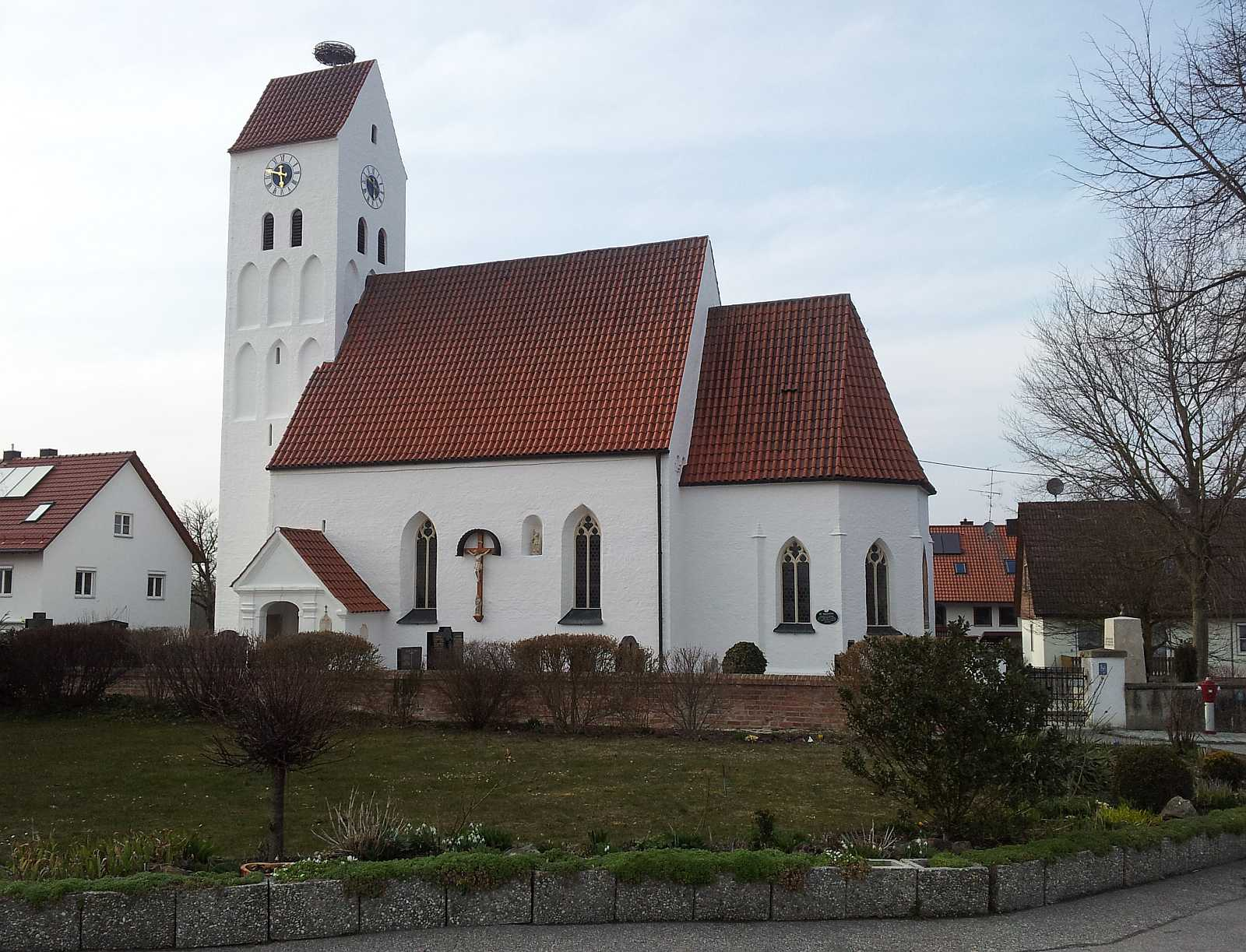
Kirche St. Valentin in Thonstetten

Die Filialkirche St. Valentin ist die römisch-katholische Dorfkirche von Thonstetten, einem Ortsteil von Moosburg an der Isar in Oberbayern. Als  Namenspatron der Kirche wird seit 1403 der heilige Valentin genannt.
Erstmals wurde eine Kirche in Thonstetten im Jahr 830 erwähnt, als der Erzpriester Rubo an der Stelle eines Vorgängerbaus eine neue Kirche errichten ließ. Sie wurde vom Freisinger Bischof Hitto geweiht. Der heutige Bau stammt aus dem 13. Jahrhundert und weist im Kern gotische Elemente auf. Im 15. Jahrhundert wurde das Langhaus um einen Choranbau und einen Turm ergänzt.
Der Innenraum der Kirche wurde zwischen den Jahren 1880 und 1890 im Stile der Neugotik neu ausgestattet.
Die Filialkirche ist der Pfarrei St. Kastulus in Moosburg an der Isar zugeordnet.